# 0445
0445 è il prefisso telefonico del distretto di Schio, appartenente al compartimento di Verona.
Il distretto comprende la parte nord-occidentale della provincia di Vicenza. Confina con i distretti di Rovereto (0464) a nord-ovest e a nord, di Bassano del Grappa (0424) a est, di Vicenza (0444) a sud e a sud-ovest e di Verona (045) a ovest.

## Aree locali e comuni
Il distretto di Schio comprende 38 comuni compresi nelle 3 aree locali di Schio, Thiene (ex settori di Arsiero e Thiene) e Valdagno (ex settori di Recoaro Terme e Valdagno). I comuni compresi nel distretto sono: Arsiero, Breganze, Brogliano, Caltrano, Calvene, Carrè, Castelgomberto, Chiuppano, Cogollo del Cengio, Cornedo Vicentino, Fara Vicentino, Laghi, Lastebasse, Lugo di Vicenza, Malo, Marano Vicentino, Monte di Malo, Montecchio Precalcino, Pedemonte, Piovene Rocchette, Posina, Recoaro Terme, Salcedo, San Vito di Leguzzano, Santorso, Sarcedo, Schio, Thiene, Tonezza del Cimone, Torrebelvicino, Trissino, Valdagno, Valdastico, Valli del Pasubio, Velo d'Astico, Villaverla, Zanè e Zugliano.